# Ace Tiatia
Pour les articles homonymes, voir Tiatia.
Pas d'image ? Cliquez ici

a Compétitions nationales et continentales officielles uniquement.

b Matchs officiels uniquement.
Dernière mise à jour le 28 décembre 2017.
Solomona Asora Adrian Tiatia, plus simplement connu comme Ace Tiatia, est né le 18 juin 1976 à Wellington (Nouvelle-Zélande). C’est un joueur de rugby à XV, évoluant aux postes de talonneur ou troisième ligne (1,87 m pour 104 kg). Il est le frère cadet de l'international néo-zélandais Filo Tiatia.

## Carrière

### En club
- 1996 : Otago
- 1997-1999 : Wellington
- 2000 : North Harbour
- 2001-2005 : Harlequins
- 2005-2006 : Section paloise
- 2006-2009 : SU Agen
- 2009-2010 : Aviron bayonnais

### En Super Rugby
- 1997 : Highlanders
- 1998 : Crusaders
- 1999 : Hurricanes

### En équipe nationale
Il a eu sa première cape internationale le 2 juin 2001, à l’occasion d’un match contre l'équipe des Tonga.

## Palmarès
- 7 sélections avec l'Équipe des Samoa de rugby à XV
- Sélections par année : 7 en 2001

- Participation à la tournée 2006 des Pacific Islanders